# Cờ tướng tại Đại hội Thể thao châu Á 2022
Cờ tướng tại Đại hội Thể thao châu Á 2022 được tổ chức tại toà nhà Trí Lực, Viện Cờ Hàng Châu, Hàng Châu, Trung Quốc, từ ngày 28 tháng 9 đến ngày 7 tháng 10 năm 2023.

## Quốc gia tham dự
Có tổng cộng 39 vận động viên đến từ 9 quốc gia tham gia thi đấu môn Cờ tướng tại Đại hội Thể thao châu Á 2022:
- Campuchia (2)
- Trung Quốc (10)
- Đài Bắc Trung Hoa (5)
- Hồng Kông (5)
- Ma Cao (3)
- Malaysia (3)
- Singapore (4)
- Thái Lan (6)
- Việt Nam (6)

## Lịch thi đấu
| VL | Vòng loại | CK | Chung kết |

| ND↓/Ngày →       | 28/09 Thứ 5 | 29/09 Thứ 6 | 30/09 Thứ 7 | 1/10 CN | 2/10 Thứ 2 | 3/10 Thứ 3 | 4/10 Thứ 4 | 5/10 Thứ 5 | 6/10 Thứ 6 | 7/10 Thứ 7 |
| ---------------- | ----------- | ----------- | ----------- | ------- | ---------- | ---------- | ---------- | ---------- | ---------- | ---------- |
| Đơn nam          |             |             |             |         |            | VL         | VL         | VL         | VL         | CK         |
| Đơn nữ           |             |             |             |         |            | VL         | VL         | VL         | VL         | CK         |
| Đồng đội hỗn hợp | VL          | VL          | VL          | VL      | CK         |            |            |            |            |            |

## Danh sách huy chương
| Event             | Vàng                                                                                      | Bạc | Đồng                                                                           |
| ----------------- | ----------------------------------------------------------------------------------------- | --- | ------------------------------------------------------------------------------ |
| Đơn nam           | Zheng Wei-tong · Trung Quốc                                                               | Zhao Xin-xin · Trung Quốc                                                                                      | Lại Lý Huynh · Việt Nam                                                        |
| Đơn nữ            | Zuo Wen-jing · Trung Quốc                                                                 | Wang Lin-na · Trung Quốc                                                                                       | Ngô Lan Hương · Singapore                                                      |
| Đồng đội phối hợp | Trung Quốc (CHN) · Wang Lin-na · Wang Yang · Zhao Xin-xin · Zheng Wei-tong · Zuo Wen-jing | Việt Nam (VIE) · Lại Lý Huynh · Lê Thị Kim Loan · Nguyễn Hoàng Yến · Nguyễn Minh Nhật Quang · Nguyễn Thành Bảo | Hồng Kông (HKG) · Chan Chun Kit · Tony Fung Ga-zen · Lam Ka Yan · Wong Hok Him |

## Bảng tổng sắp huy chương
| Hạng               | Đoàn               | Vàng | Bạc | Đồng | Tổng số |
| ------------------ | ------------------ | ---- | --- | ---- | ------- |
| 1                  | Trung Quốc (CHN)   | 3    | 2   | 0    | 5       |
| 2                  | Việt Nam (VIE)     | 0    | 1   | 0    | 1       |
| 3                  | Hồng Kông (HKG)    | 0    | 0   | 1    | 1       |
| 3                  | Singapore (SGP)    | 0    | 0   | 1    | 1       |
| Tổng số (4 đơn vị) | Tổng số (4 đơn vị) | 3    | 3   | 2    | 8       |